# Zakłady Mechaniczne im. gen. K. Świerczewskiego „Zamech” w Elblągu

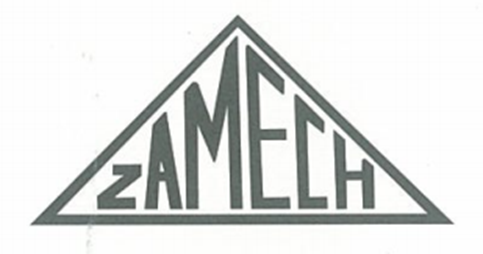
Logo Zakładów Mechanicznych im. gen. K. Świerczewskiego

Zakłady Mechaniczne im. gen. K. Świerczewskiego „Zamech” w Elblągu – przedsiębiorstwo przemysłu ciężkiego funkcjonujące w Elblągu w latach 1948–1990, producent turbin parowych, przekładni zębatych, urządzeń wyposażenia okrętowego, maszyn do obróbki plastycznej metali.
Zostały powołane do życia 15 września 1948 r., a uległy likwidacji z chwilą przekształcenia ich 1 marca 1990 r. w Elbląskie Zakłady Mechaniczne Przedsiębiorstwo Państwowe. W szczycie swojego rozwoju w drugiej połowie lat 70. XX w. zatrudniały ok. 8,5 tysiąca pracowników i były największym pracodawcą w mieście, regionie i województwie elbląskim.

## Historia

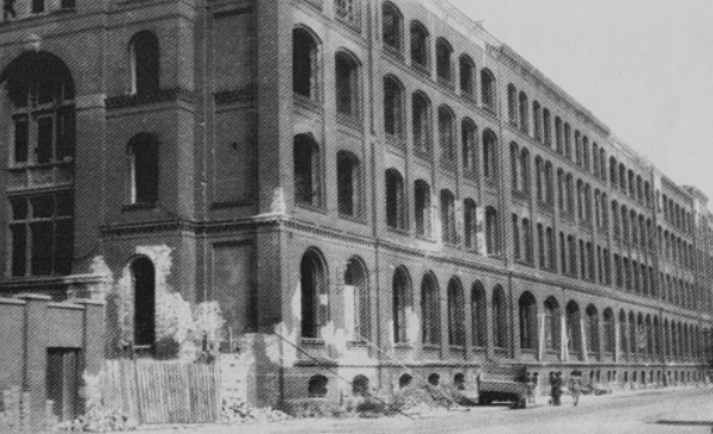
Budynek administracyjny Schichau-Werft (zdjęcie z 1945 r.)

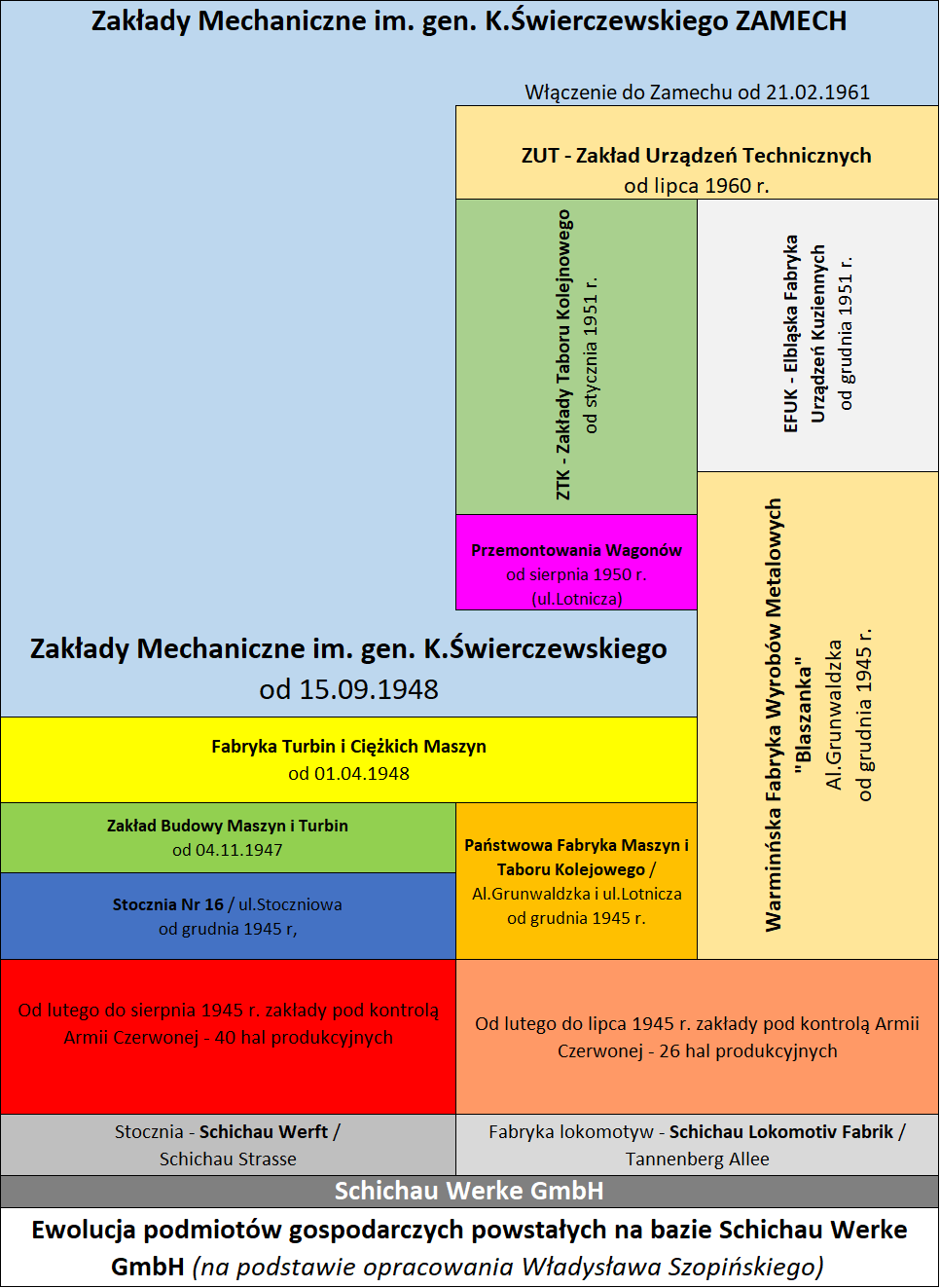
Schemat procesu ewolucji majątku i kształtowania się struktury organizacyjnej Zamechu do roku 1961

W sierpniu 1945 r. radziecki komendant miasta przekazał stocznię Schichau-Werft inżynierowi Mieczysławowi Filipowiczowi, członkowi Morskiej Grupy Operacyjnej. Przed końcem 1945 r. stocznię przemianowano na Stocznię nr 16, która w wyniku utracenia przez powojenny Elbląg dostępu do Bałtyku nie mogła kontynuować swojej przedwojennej działalności. Jej zdolności produkcyjne zostały wykorzystane do odbudowy zniszczonej II Wojną Światową polskiej energetyki. 4 listopada 1947 r. Stocznię nr 16 przemianowano na Zakład Budowy Maszyn i Turbin. W kwietniu 1948 r. Zakład Budowy Maszyn i Turbin połączono z Państwową Fabryką Maszyn i Taboru Kolejowego (powstałą na bazie Schichau Lokomotiv Fabrik) przy ul. Grunwaldzkiej pod nazwą Fabryka Turbin i Ciężkich Maszyn. 15 września 1948 r. minister przemysłu i handlu przekształcił Fabrykę Turbin i Ciężkich Maszyn w Zakłady Mechaniczne im. gen. Karola Świerczewskiego – Przedsiębiorstwo Państwowe Wyodrębnione.
1 marca 1990 roku w klimacie transformacji systemowej w kraju Zakłady Mechaniczne Zamech zostały przekształcone  w Elbląskie Zakłady Mechaniczne – Przedsiębiorstwo Państwowe sp. z o.o., w skrócie Elzam.
Część majątku tego nowo powstałego podmiotu gospodarczego została sprzedana szwajcarsko-szwedzkiemu koncernowi ABB i na tej bazie powstała spółka ABB Zamech Ltd, która rozpoczęła swoją działalność 1 maja 1990 roku.
Na jej czele stanął prezes Paweł Olechnowicz. Spółka ABB Zamech Ltd funkcjonowała do roku 1999. Po sprzedaży segmentu energetycznego ABB koncernowi Alstom, spółka ABB Zamech Ltd przekształciła się w Alstom sp. z o.o., która funkcjonowała do roku 2015. Wówczas to koncern GE odkupił od Alstom segment energetyczny i w listopadzie 2015 powstała GE Power sp. z o.o.

## Struktura organizacyjna

### Struktura organizacyjna Zamechu
Zakłady Mechaniczne im. gen. K. Świerczewskiego funkcjonowały w Elblągu na obszarze zajmowanym wcześniej przez niemieckie zakłady Schichau i były podzielone na dwa tereny, które łączyła biegnąca przez miasto linia kolejowa:
- rozciągający się na wschodnim brzegu rzeki Elbląg teren byłej Schichau Werft przy ul. Stoczniowej, ul. Niskiej i ul. Dolnej określany jako „Teren I-szy” lub „Fabryka nr 1”. Znajdowały się tam budynki i hale oznaczone literami A i C. W budynkach oznaczonych literą A ulokowana była produkcja turbin i przekładni. Znajdowała się tam również spawalnia, narzędziownia, Ośrodek Naukowo-Badawczy i główny budynek administracyjny z biurami konstrukcyjnymi. Na obszarze C ulokowana była produkcja odlewów;[1]
- leżący niedaleko dworca PKP teren byłej Schichau Lokomotiv Fabrik przy Al. Grunwaldzkiej, ul. Lotniczej i ul. Malborskiej określany był jako „Teren II-gi” lub „Fabryka nr 2”, a znajdujące się tam budynki i hale oznaczone były literą B. Projektowano tam produkowane wyposażenie okrętowe, maszyny do obróbki plastycznej metali, a wcześniej tabor kolejowy.[1]Oznaczenie terenów fabrycznych Zamechu

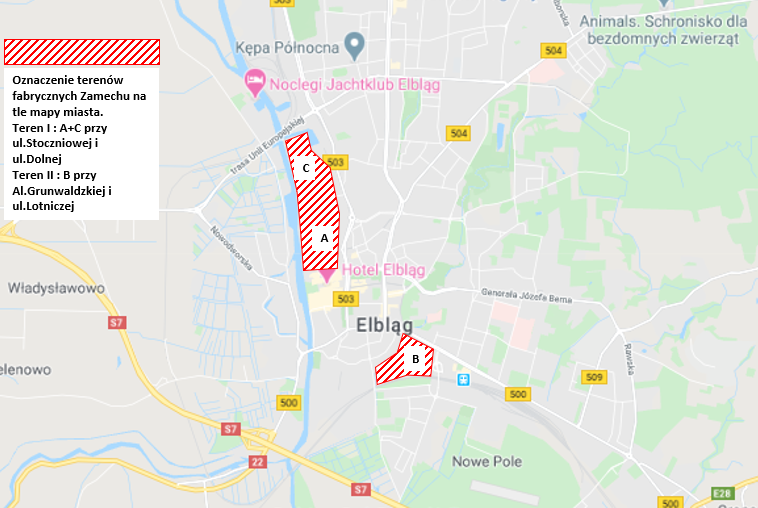
Oznaczenie terenów fabrycznych Zamechu

Od roku 1961 w Zamechu działało 6 wytwórni produkcyjnych:
- W1 – Wytwórnia Metalurgiczna
- W2 – Wytwórnia Turbin
- W3 – Wytwórnia Elementów Okrętowych
- W5 – Wytwórnia Przekładni Zębatych
- W6 – Wytwórnia Maszyn do Obróbki Plastycznej
- W7 – Wytwórnia Taboru Kolejowego

Od 1990 r. w Zamechu istniały już tylko cztery wytwórnie – W1, W2, W3 oraz W5.

### Kadra dyrektorska
Dyrektorzy Naczelni:
- Wiesław Jurewicz (1948–1949),
- Zdzisław Cholewa (1949),
- Jan Biernacki (1949–1950),
- Zdzisław Turliński (1950–1952),
- Jerzy Agonek (1952),
- Józef Matuszczak (1952–1953),
- Józef Wanat (1953–1963)[5],
- Zygmunt Nawrocki (1963–1965),
- Jan Cieśliński (1965–1967),
- Bogusław Nader (1968–1970),
- Alfred Zienkiewicz (1970–1972),
- Zbigniew Bartosiewicz (1972–1976),
- Kazimierz Pniewski (1976–1984),
- Jan Obrzut (1984–1990),
- Paweł Olechnowicz (1990).

Dyrektorzy Techniczni:
- Stanisław Staszko (1948–1950),
- Feliks Łazarek (1950–1952),
- Janusz Szczepan Baurski (1950–1951),
- Eugeniusz Kwiatkowski (1951–1954),
- Mieczysław Susicki (1951–1959),
- Czesław Duchowski (1959–1963),
- Tadeusz Pawłowski (1963–1964),
- Władysław Barański (1964–1965),
- Adam Widłak (1965–1968),
- Władysław Barański (1968–1972),
- Jarosław Modzelewski (1972–1974),
- Janusz Welizarowicz (1974–1980),
- Zdzisław Salamon (1981–1985),
- Daniel Rokicki (1985–1990).

## Osiągnięcia i dorobek
W czasie swojego istnienia Zamech, jako jeden z największych kombinatów produkcyjnych w kraju, wchodził w skład różnych ogólnokrajowych organizmów gospodarczych. W latach 50. XX w. był to Centralny Zarząd Budowy Maszyn Ciężkich, Kotłów i Turbin, w latach 60. XX w. – Zjednoczenie Przemysłu Budowy Maszyn Ciężkich „ZEMAK”, od 1976 r. – Zjednoczenie Przemysłu Maszyn i Urządzeń Energetycznych „MEGAT”, a od roku 1982 – Zrzeszenie Producentów Maszyn i Urządzeń Energetycznych „MEGAT”.
Za wyjątkowe osiągnięcia i zasługi dla polskiej gospodarki oraz społecznego i kulturalnego rozwoju Polski, Zamech został odznaczony, w lipcu 1978 r., najwyższym odznaczeniem państwowym PRL – Orderem Sztandaru Pracy I klasy.

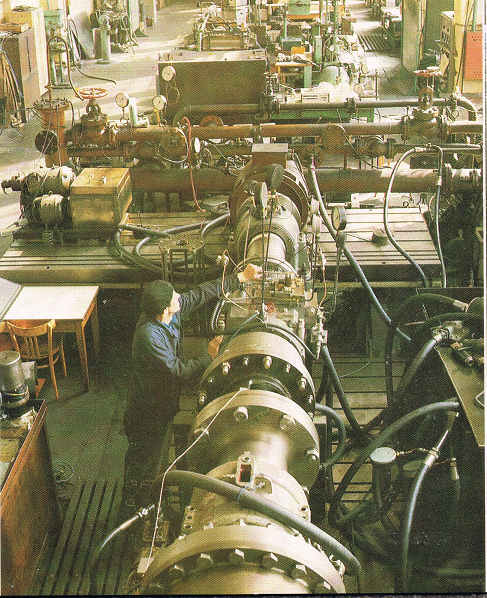
Widok ogólny na stanowiska w Ośrodku Badawczym

### Działalność naukowa i badawcza
Działalność przemysłowa Zamechu bazowała na licencjach oraz własnej myśli technicznej rozwijanej w funkcjonującym, przy Zakładowym Biurze Konstrukcyjnym, Ośrodku Naukowo-Badawczym oraz Laboratorium Metaloznawczym. Działalność Ośrodka Naukowo-Badawczego obejmowała następujące obszary: statyka i dynamika, wytrzymałości konstrukcyjna, elektroakustyka, wibroakustyka, badanie przepływów, zagadnienia regulacji i automatyki, pełzanie metali, numeryczne techniki obliczeniowe. Opanowanie i wdrażanie kolejnych licencji przyczyniało się do gromadzenia wiedzy i twórczego jej wykorzystania we własnych konstrukcjach, nierzadko wypracowywanych we współpracy z polskimi ośrodkami naukowymi.

### Turbiny parowe

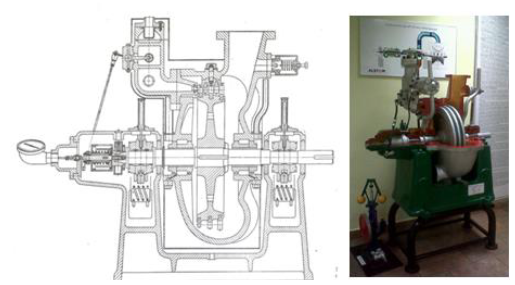
Turbina TNO uruchomiona w 1950 r. w cukrowni w Kętrzynie

W czasie istnienia zakładów Zamech od 1948 do 1990 roku wyprodukowano ponad 790 szt. turbin parowych o łącznej mocy ok. 30 GW.

#### Turbiny parowe własnej konstrukcji
Pierwszą samodzielnie skonstruowaną i wyprodukowaną w Elblągu turbiną parową była turbina o symbolu TN0. Była to turbina normalno-obrotowa, przeciwprężna o mocy maksymalnej 500 kW, do napędu pomp wody zasilającej kotły parowe. Została uruchomiona w roku 1950 w cukrowni w Kętrzynie. W roku 1953, w Zakładach Przemysłu Bawełnianego w Andrychowie, uruchomiono pierwszą, wyprodukowaną w Zamechu, polską turbinę energetyczną. Miała symbol TP2 i moc maksymalną 2,3 MW. Została zaprojektowana przez zespół prof. R. Szewalskiego z gdańskiego Biura Turbinowego.
W ślad za tym nastąpiły dalsze konstrukcje wysoko-obrotowych turbin napędowych przeciwprężnych i kondensacyjnych do napędu prądnic, generatorów oraz innych urządzeń okrętowych lub lądowych, o mocach od 100 kW do 12 MW. Były to zwykle produkcje wielkoseryjne.

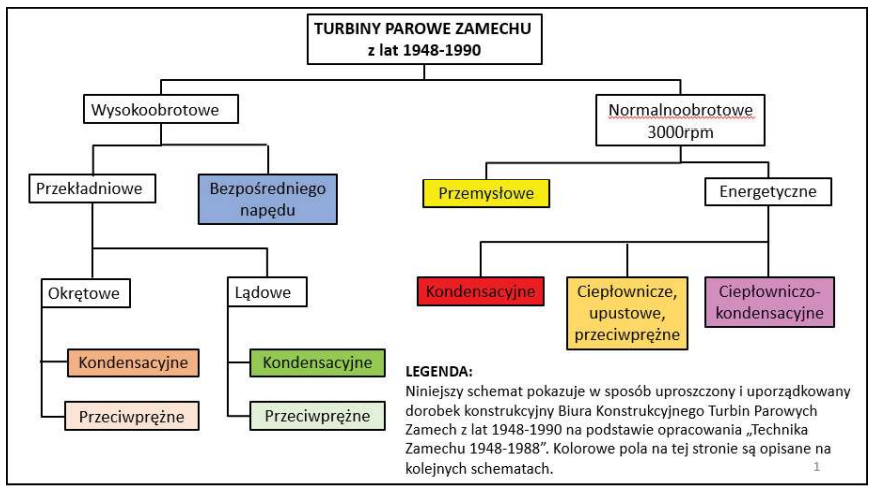
Turbiny parowe ZAMECHU

Oprócz tego Zamech rozwijał z dużym powodzeniem, od lat 60, XX w., swoje własne konstrukcje turbin ciepłowniczych i przeciwprężnych pierwszej, drugiej, a następnie trzeciej generacji. Powstawały też udane wariantowe konstrukcje oparte na licencjach turbin TC25, TK50, TK120, TK200 i 18K360.
Lata 70. i 80. XX w. to konstrukcje turbin kondensacyjno-ciepłowniczych dużych mocy do elektrowni konwencjonalnych (np. 13CK220 i 18CK370), jak też i elektrowni jądrowych (np. 4CK465 dla Elektrociepłowni Jądrowej w Żarnowcu i 6CK1000 dla Elektrociepłowni Jądrowej „Warta” w Klempiczu), które jednak nie doczekały się realizacji.

#### Turbiny parowe na bazie licencji
Przez lata swojej działalności Zamech produkował również turbiny na licencjach pozyskanych od innych wytwórców:
- od radzieckiego LMZ (Leningradskij Mietalliczeskij Zavod) – turbiny TC25, TK50, TK200 wraz z ich wariantami,
- od angielskiego Metropolitan Vickers / AEI – TK120 wraz z ich wariantami,
- od szwajcarskiego BBC – 18K360 i 1K12.

Pełny przegląd i systematykę turbin wyprodukowanych przez Zamech przedstawiają załączone tabele, podając dla każdej z nich rok wyprodukowania pierwszego egzemplarza.

### Przekładnie zębate
W roku 1962 uruchomiono wytwórnię przekładni zębatych W5, gdzie rozpoczęto produkcję przekładni okrętowych i przekładni stacjonarnych wg konstrukcji licencyjnych, jak i własnych. Znajdowały one zastosowanie w:

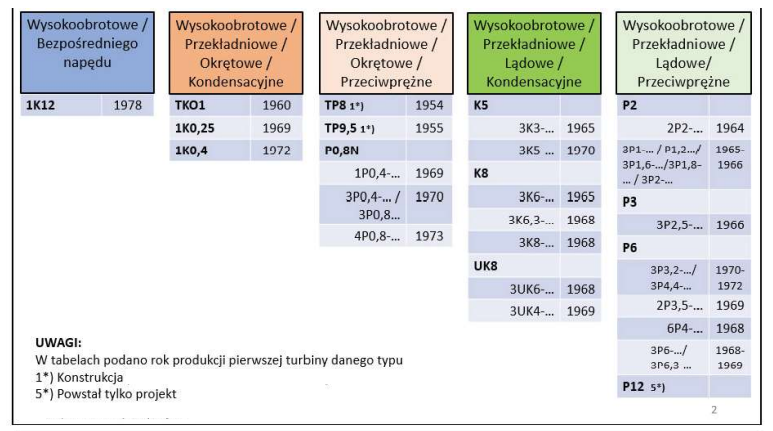
Daty produkcji pierwszych turbin danego typu cz. 1

- młynach węglowych do kotłów energetycznych,
- napędach taśmociągów do transportu węgla w kopalniach odkrywkowych,
- w przemyśle cementowych,
- w siłowniach okrętowych.

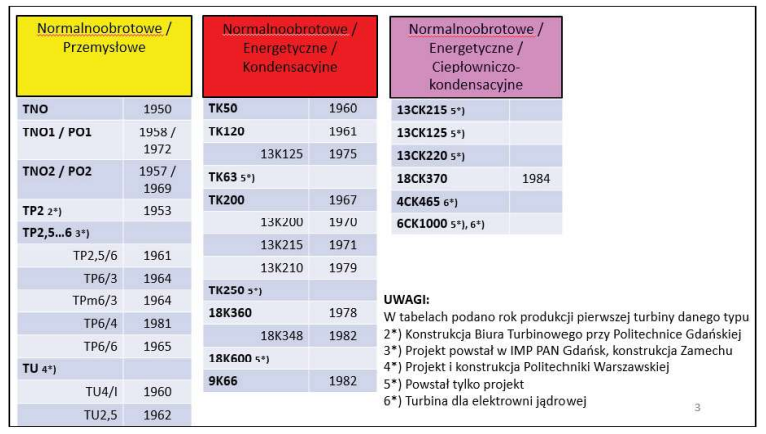
Daty produkcji turbin danego typu cz. 2

W latach 80. XX w. nastąpił rozwój przekładni planetarnych, które zaczęto stosować w górnictwie odkrywkowym do napędów taśmociągów oraz w energetyce do napędu młynów węglowych i pomp wody.

### Elementy okrętowe

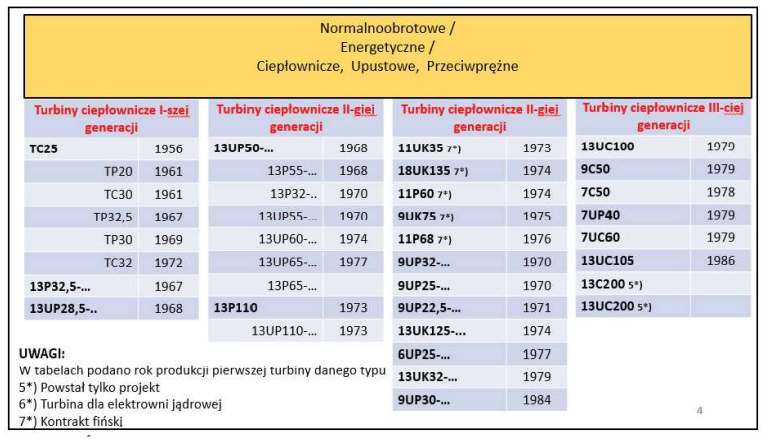
Daty produkcji turbin danego typu cz. 3

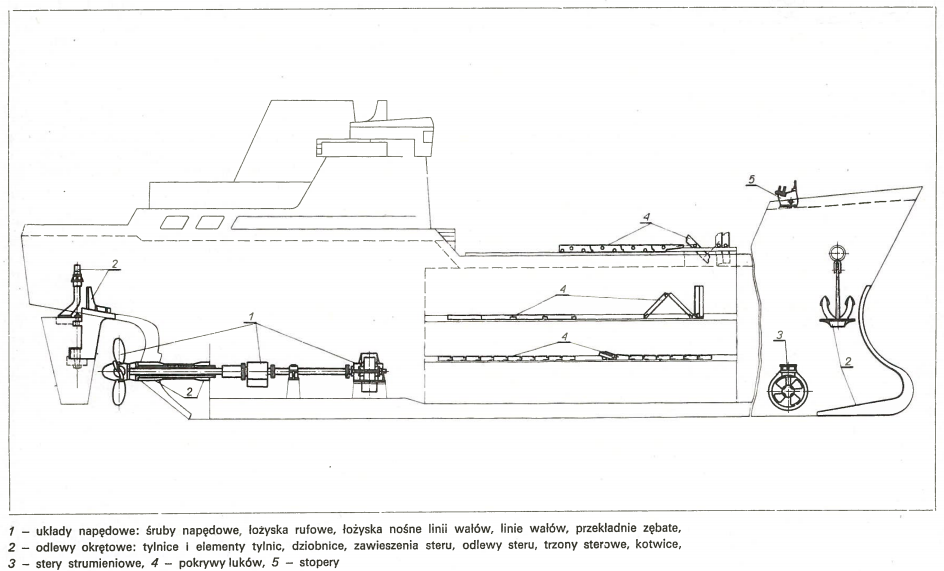
Asortyment elementów okrętowych produkowanych w Zamechu

W 1969 r. powstała, w ramach Centralnego Zakładowego Biura Konstrukcyjnego, samodzielna grupa konstruktorów urządzeń wyposażenia okrętowego, którego asortyment obejmował następujące produkty:
- luki ładunkowe – produkowane od lat 50 XX w do 1987 roku,
- śruby o stałym skoku – śruba tej konstrukcji i produkcji Zamechu została m.in. zainstalowana na pierwszym polskim pełnomorskim rudowęglowcu Sołdek[1],
- śruby nastawne – produkowane od 1966 r. na bazie licencji. Od 1976 roku produkowano śruby własnej konstrukcji,
- stery strumieniowe – produkcja od lat 70. XX w na licencji A.M. Liaaen. Od lat 80 XX w. produkcja obejmowała własne opatentowane przez Zamech rozwiązania ulepszonych układów zdalnego sterowania,
- inny asortyment – trzony sterowe, linie wałów śrub napędowych z łożyskami i wspornikami, tylnice, dziobnice, kotwice, stopery i zwalniaki do kotwic.

### Maszyny do obróbki plastycznej metali
W struktury Zakładów Mechanicznych im. gen. K. Świerczewskiego włączono wiele podmiotów gospodarczych, między innymi Elbląską Fabrykę Urządzeń Kuziennych (EFUK).
W 1960 r. połączono EFUK i Zakłady Taboru Kolejowego tworząc Zakład Urządzeń Technicznych (ZUT), który w lutym 1961 r. włączono do Zamechu jako Wytwórnię W6.
Produkowane w Elblągu maszyny do obróbki plastycznej metali obejmowały:
- gilotynowe nożyce do blach,
- giętarki,
- młoty sprężarkowe,
- kowarki rotacyjne,
- prasy mimośrodowe, hydrauliczne, korbowe.

Około 25% produkcji przeznaczona była na eksport.

### Produkcja metalurgiczna
Produkcja metalurgiczna rozwijała się wg poniższego scenariusza:
- w 1946 roku uruchomiono produkcję prostych odlewów żeliwnych,
- w 1947 roku uruchomiono produkcję stopów metali nieżelaznych przy pomocy tyglowych pieców opalanych koksem,
- 4 grudnia 1948 r. dokonano pierwszego spustu stali z odbudowanego pieca martenowskiego o pojemności 15 t,
- pod koniec lat 40. XX w. rozpoczęto produkcję odlewów staliwnych na potrzeby polskiego przemysłu stoczniowego,
- w roku 1951 zainstalowano drugi piec martenowski o pojemności 30 t i uruchomiono produkcję elementów odlewanych dla taboru kolejowego, w tym belek bujakowych czopów skrętnych i ostojnic do wózków wagonowych,
- w latach 50. XX w. rozpoczęto produkcję odlewów do turbin parowych,
- w roku 1963 wdrożono do produkcji technologię odlewania perlitycznego żeliwa sferoidalnego,
- w roku 1971 uruchomiono nową odlewnię staliwa wyposażoną w najnowocześniejsze, na tamte czasy, technologie,
- w roku 1975 wygaszono piece martenowskie i od tego momentu cała produkcja stali oparła się o piece łukowe[1].

## Działalność pozaprodukcyjna
Oprócz działalności wytwórczej Zamech utrzymywał rozbudowaną infrastrukturę niezwiązaną bezpośrednio z produkcją, taką jak:
- prasa zakładowa („Na Warcie Pokoju” w latach 1951–1957 i „Głos Zamechu” w latach 1963–1990),
- zakładowe radio studio,
- domy gościnne, hotele robotnicze i internaty dla uczniów,
- mieszkania pracownicze,
- szkoła przyzakładowa,
- żłobek i przedszkola,
- ośrodki wczasowe (Krynica Morska, Bogaczewo i wyspa Bukowiec) i kolonijne (Borkowo),
- przyzakładowa przychodnia lekarska z oddziałem szpitalnym,
- Zakładowy Dom Kultury „Pałacyk”, a przy nim m.in. Związkowy Chór Męski „Echo”, Młodzieżowa Orkiestra Dęta oraz Związkowa Kapela Podwórkowa „Turbinowcy”,
- Związkowy Klub Sportowy „Olimpia”,
- biblioteka techniczna,
- organizacje partyjne, samorządu pracowniczego i związki zawodowe.

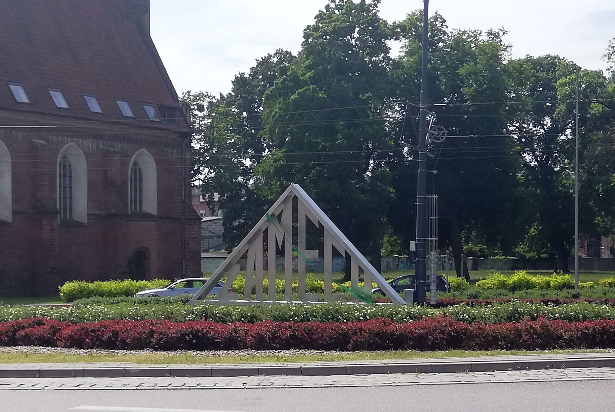
Dekoracja ronda ZAMECH u zbiegu ulic Robotniczej, Browarnej i Teatralnej w Elblągu

Majątek ten w 1990 pozostał przy Elzamie i został – w późniejszym okresie – albo przekazany organom samorządu terytorialnego, albo sprywatyzowany.

## Teraźniejszość
Dla upamiętnienie roli, jaką to przedsiębiorstwo odegrało w historii Elbląga, na największym jego rondzie u zbiegu ulic Robotniczej, Browarnej i Teatralnej, 24 czerwca 2020 r. odsłonięto wielkogabarytową dekorację w kształcie znaku firmowego Zamechu. W ten sposób stało się ono trwałym elementem infrastruktury miejskiej.